# コーポレート・ガバナンス・コード
コーポレートガバナンス・コード（英: Corporate Governance Code）は、日本において上場企業が健全なコーポレート・ガバナンスを行うために参照すべき原則や指針を示した規範である。略称はCGコード。法的拘束力はなく、各企業の自律的な対応を促すソフトローであり、「Comply or Explain（遵守するか、それができない理由を説明する）」の考え方に基づいて運用されている。

## 制定の背景
コーポレートガバナンス・コードは、日本経済の持続的成長と中長期的な企業価値向上を目的として策定された。2014年6月に、第2次安倍内閣が閣議決定した政府の成長戦略「日本再興戦略（改訂2014）」において、企業のガバナンス強化の一環として明示され、東京証券取引所が金融庁と連携してコードを策定する方針が示された。

## 制定と改訂の経緯
- 2015年3月：金融庁と東京証券取引所が「コーポレートガバナンス・コード原案」を公表[2]。
- 2015年6月：東証の上場規則の改正により、すべての上場企業に対して適用開始。
- 2018年6月：初の改訂。CEOの選解任の明確化、政策保有株式の縮減、人材の多様性の確保等に重点が置かれた。
- 2021年6月：2度目の改訂。人的資本に関する情報開示、取締役会の機能強化、サステナビリティ課題への対応、中核人材の多様性に関する原則が新たに追加・強化された。

この改訂は、2022年4月に実施された東京証券取引所の市場区分改革（プライム、スタンダード、グロース市場への再編）と連動し、とくにプライム市場上場企業に対してはより高度なガバナンス対応が求められるようになった。

## 特徴

### プリンシプルベース・アプローチ
ルールベース（細則主義）ではなく、原則主義（プリンシプルベース）を採用しており、企業ごとの事情に応じた柔軟な適用を許容している。

### コンプライ・オア・エクスプレイン（Comply or Explain）
すべての原則を一律に遵守する義務はないが、遵守しない場合にはその理由を説明し、株主やステークホルダーを納得させる責任が求められる。

## 基本構成
コードは次の5つの基本原則のもとに構成され、原則（31原則）、補充原則（47原則）の計83が設けられている（2021年改訂時点）。
1. 株主の権利・平等性の確保
2. 株主以外のステークホルダーとの適切な協働
3. 適切な情報開示と透明性の確保
4. 取締役会等の責務
5. 株主との対話

東京証券取引所の市場区分により、コンプライ・オア・エクスプレインの対象が異なる。
|                  | 基本原則 | 原則                                    | 補充原則                                |
| プライム市場     | 〇       | 〇 （プライム市場上場会社向け原則含む） | 〇 （プライム市場上場会社向け原則含む） |
| スタンダード市場 | 〇       | 〇                                      | 〇                                      |
| グロース市場     | 〇       | -                                       | -                                       |

## 改訂のポイント（2021年）
2021年改訂では以下が特に重視された：
- 取締役会の機能発揮：プライム市場企業には独立社外取締役を3分の1以上選任することなどを要請。
- 人的資本・多様性の情報開示：女性・外国人・中途採用者の登用に関する目標設定と進捗開示。
- サステナビリティ対応：取締役会による基本方針の策定と情報開示。
- グループガバナンスや監査体制の整備、株主総会の円滑な運営など。

## 法的性格
コーポレートガバナンス・コードは法律（会社法等）とは異なり、法的拘束力を持たないソフトローである。ただし、東京証券取引所の上場規則により、上場企業はその適用を受け、原則の実施または説明を求められる。